# Bernd Schuster
Bernhard Schuster, detto Bernd (Augusta, 22 dicembre 1959) è un allenatore di calcio ed ex calciatore tedesco, di ruolo centrocampista.
Considerato uno dei più forti calciatori tedeschi della sua generazione, è stato candidato per sei volte al Pallone d'oro, arrivando a ricoprire la seconda posizione nel 1980 dietro al suo connazionale Karl-Heinz Rummenigge e la terza posizione nel 1981 e nel 1985.

## Carriera

### Giocatore

#### Club
Centrocampista offensivo, Schuster iniziò giovanissimo la sua carriera professionistica con l'Augusta a 16 anni nel 1976, dopo una serie di performance promettenti nella Nazionale U-18 della Germania Ovest. Nel 1978 viene acquistato dal Colonia fresco campione di Germania, con il quale esordisce nella massima serie e nelle coppe europee, arrivando fino alla semifinale della Coppa dei Campioni.
Dopo una buona seconda stagione (in cui perse la finale di Coppa di Germania) coronata da 9 gol in Campionato, e sull'onda delle buone prestazioni agli Europei 1980, Schuster venne acquistato dal Barcellona, dove si affermò definitivamente come un giocatore di qualità internazionale. In otto anni in blaugrana, Schuster diventerà una colonna della squadra, mettendo le mani su una Liga (nel 1984-85), tre Coppe del Rey (una delle quali nella stagione d'esordio, nel 1980-81), due Coppe della Liga ed una Coppa delle Coppe (nel 1981-82). Mancò tuttavia la conquista dell'alloro più ambito, la Coppa dei Campioni, la cui conquista venne soltanto sfiorata nel 1986, anno nel quale il club spagnolo venne sconfitto ai rigori nella finale di Siviglia dalla Steaua Bucarest, nettamente sfavorito alla vigilia. Schuster disputò la partita da titolare, venendo sostituito al minuto 85.
Nel 1988 si trasferì dal Barcellona agli storici rivali del Real Madrid, freschi campioni di Spagna. Al fianco di giocatori del calibro di Butragueño e Hugo Sánchez, Schuster inaugurò un biennio ricco di successi in campo nazionale, aggiudicandosi altri due titoli della Liga (1988-89 e 1989-90), nonché una Copa del Rey e due Supercoppe di Spagna. Mancherà tuttavia nuovamente l'appuntamento con la Coppa dei Campioni, venendo in entrambe le annate eliminato dal Milan di Sacchi (poi vincitore della manifestazione in tutti e due i casi) prima in semifinale e l'anno successivo agli ottavi.
Nel 1990 si trasferisce nell'altra squadra della capitale spagnola, l'Atlético Madrid, dove arricchirà la sua bacheca di un secondo posto in campionato e di altre due Coppe del Rey consecutive (1990-91 e 1991-92). In quest'ultima occasione siglerà il primo gol della finale, poi terminata 2-0 contro la sua ex squadra Real Madrid, con un pregevole calcio di punizione.
Dopo 13 anni trascorsi in terra iberica Schuster (nei quali fu votato due volte miglior giocatore straniero della Liga) tornò in patria, al Bayer Leverkusen, nel 1993 prima di chiudere la carriera nel 1997 con una fugace apparizione nei Pumas di Città del Messico.

#### Nazionale
Fece il suo esordio in una grande manifestazione internazionale in occasione parte del Campionato europeo di calcio 1980 in Italia; convocato dal c.t. Derwall a dispetto della giovane età; Schuster si mise in luce in due delle quattro partite disputate dai tedeschi, contro l'Olanda ed in finale contro il Belgio. Nonostante l'impiego ridotto, le sue brillanti prestazioni furono decisive per la conquista del titolo continentale e lo imposero sulla scena internazionale, portandolo a classificarsi, in quello stesso anno 1980, al secondo posto nella graduatoria del Pallone d'oro 1980, alle spalle del connazionale Rummenigge.

Schuster in azione con la maglia della Germania Ovest a Euro 1980

Nonostante l'esordio più che promettente, collezionò solo 21 presenze nella Nazionale tedesca occidentale e si ritirò dal calcio internazionale all'età estremamente giovane di 24 anni, a causa dei ripetuti disaccordi tra lui e la federcalcio tedesca DFB, il commissario tecnico della Nazionale Jupp Derwall e compagni di squadra come Paul Breitner, Uli Stielike e Karl-Heinz Rummenigge. Il suo rifiuto di giocare una partita contro l'Albania per poter presenziare alla nascita del secondo figlio David causò uno scandalo a quell'epoca; la rivalità con alcuni dei componenti del team tedesco dell'epoca fece il resto, escludendo Schuster dal giro della nazionale.
Giocò dunque la sua ultima partita con la maglia della Germania Ovest contro il Belgio nel 1984, senza aver mai preso parte a un Campionato del mondo.

### Allenatore
Inizia la carriera nel 1998 a Colonia, allenando prima il Fortuna (la seconda squadra cittadina) e poi il Fc Colonia. Visti gli scarsi risultati l'avventura tedesca dura poco e nel 2001 firma per lo Xerez, club di Segunda Division, nel quale resta per due anni. Nel 2003 cambia di nuovo campionato e si sposta in Ucraina per allenare l'ambizioso Šachtar. Nonostante il record di vittorie consecutive del club ed il secondo posto raggiunto in campionato, Schuster termina la sua avventura con la squadra arancione dopo solo un anno. Nel 2004 viene chiamato ad allenare nella Primera División il Levante.
L'esperienza si chiuderà a cinque giornate dalla fine, quando la squadra è sì invischiata nella lotta per non retrocedere, ma ha ancora cinque punti di vantaggio sul Mallorca. Nell'estate 2005 la svolta: viene chiamato a condurre il Getafe. Dopo una buona prima stagione, dove ottiene la salvezza, nel 2007 ottiene il miracolo conducendo la squadra dei sobborghi di Madrid ad una storica qualificazione in Coppa UEFA, in virtù del raggiungimento della finale di Coppa del Re (la prima della storia del club), persa contro il Siviglia.
Nell'estate del 2007 il presidente del Real Madrid Ramón Calderón lo chiama a guidare le merengues. Dopo un precampionato non buono, culminato con la sconfitta in Supercoppa di Spagna, i giocatori assimilano bene gli schemi dell'allenatore e dominano il campionato dalla prima all'ultima giornata, risultando vincitori della trentunesima Liga dopo una cavalcata trionfale. Ad agosto arriva anche la vittoria in Supercoppa di Spagna contro il Valencia. All'inizio della stagione 2008-2009 la squadra, dopo un buon avvio, offre prestazioni altalenanti diventando irriconoscibile e staccandosi nettamente dalla vetta della classifica della Liga. Schuster viene quindi esonerato il 9 dicembre 2008.
Dopo l'esperienza al Real Madrid, Schuster ha deciso di lasciare temporaneamente il calcio. Tuttavia, nel giugno 2009, ha ricevuto un'offerta dallo Xerez, ma a causa del ritardo nel dare una risposta alla squadra spagnola, la panchina è stata affidata a Cuco Ziganda. Nel dicembre 2009, con il club coinvolto in una crisi istituzionale, Schuster annuncia la sua volontà di acquistare le azioni del club. Il 10 giugno 2010 il Beşiktaş annuncia l'ingaggio del tecnico tedesco. Il 15 marzo 2011 rassegna le dimissioni. Il 12 giugno 2013 viene ingaggiato dal Málaga in sostituzione di Manuel Pellegrini, firmando un contratto quinquennale. A fine stagione rescinde il suo contratto con la squadra.
Il 20 marzo 2018, a quattro anni dall'ultima volta, torna in panchina, venendo nominato come nuovo tecnico del Dalian Yifang.

## Statistiche
Tra club e nazionale maggiore, Schuster ha giocato 630 partite segnando 153 reti, alla media di 0,24 gol a partita.

### Presenze e reti nei club
| Stagione                | Squadra                 | Campionato              | Campionato | Campionato | Coppe nazionali | Coppe nazionali | Coppe nazionali | Coppe continentali | Coppe continentali | Coppe continentali | Altre coppe | Altre coppe | Altre coppe | Totale | Totale |
| Stagione                | Squadra                 | Comp                    | Pres       | Reti       | Comp            | Pres            | Reti            | Comp               | Pres               | Reti               | Comp        | Pres        | Reti        | Pres   | Reti   |
| ----------------------- | ----------------------- | ----------------------- | ---------- | ---------- | --------------- | --------------- | --------------- | ------------------ | ------------------ | ------------------ | ----------- | ----------- | ----------- | ------ | ------ |
| 1978-1979               | Colonia                 | BL                      | 24         | 1          | CG              | 2               | 0               | CC                 | 5                  | 0                  | -           | -           | -           | 31     | 1      |
| 1979-1980               | Colonia                 | BL                      | 32         | 9          | CG              | 8               | 4               | -                  | -                  | -                  | -           | -           | -           | 40     | 13     |
| 1980-1981               | Colonia                 | BL                      | 5          | 0          | CG              | 0               | 0               | CU                 | 0                  | 0                  | -           | -           | -           | 5      | 0      |
| Totale Colonia          | Totale Colonia          | Totale Colonia          | 61         | 10         |                 | 10              | 4               |                    | 5                  | 0                  |             |             |             | 76     | 14     |
| 1980-1981               | Barcellona              | PD                      | 23         | 11         | CR              | 5               | 0               | CU                 | 0                  | 0                  | -           | -           | -           | 28     | 11     |
| 1981-1982               | Barcellona              | PD                      | 13         | 8          | CR              | 0               | 0               | CdC                | 4                  | 2                  | -           | -           | -           | 17     | 10     |
| 1982-1983               | Barcellona              | PD                      | 28         | 7          | CR+CdL          | 6+6             | 1+1             | CdC                | 5                  | 5                  | SU          | 2           | 0           | 47     | 14     |
| 1983-1984               | Barcellona              | PD                      | 22         | 7          | CR+CdL          | 2+1             | 1+1             | CdC                | 4                  | 1                  | -           | -           | -           | 29     | 10     |
| 1984-1985               | Barcellona              | PD                      | 32         | 11         | CR+CdL          | 7+1             | 7+0             | CdC                | 2                  | 1                  | -           | -           | -           | 42     | 19     |
| 1985-1986               | Barcellona              | PD                      | 22         | 10         | CR+CdL          | 3+0             | 1+0             | CC                 | 6                  | 1                  | SS          | 1           | 0           | 32     | 12     |
| 1986-1987               | Barcellona              | PD                      | 0          | 0          | CR              | 0               | 0               | CU                 | 0                  | 0                  | -           | -           | -           | 0      | 0      |
| 1987-1988               | Barcellona              | PD                      | 30         | 9          | CR              | 8               | 3               | CU                 | 8                  | 1                  | -           | -           | -           | 46     | 13     |
| Totale Barcellona       | Totale Barcellona       | Totale Barcellona       | 170        | 63         |                 | 39              | 15              |                    | 29                 | 11                 |             | 3           | 0           | 241    | 89     |
| 1988-1989               | Real Madrid             | PD                      | 33         | 7          | CR              | 9               | 3               | CC                 | 8                  | 0                  | SS          | 2           | 0           | 52     | 10     |
| 1989-1990               | Real Madrid             | PD                      | 28         | 6          | CR              | 6               | 0               | CC                 | 2                  | 0                  | -           | -           | -           | 36     | 6      |
| Totale Real Madrid      | Totale Real Madrid      | Totale Real Madrid      | 61         | 13         |                 | 15              | 3               |                    | 10                 | 0                  |             | 2           | 0           | 88     | 16     |
| 1990-1991               | Atletico Madrid         | PD                      | 29         | 4          | CR              | 7               | 1               | CU                 | 0                  | 0                  | -           | -           | -           | 36     | 5      |
| 1991-1992               | Atletico Madrid         | PD                      | 34         | 6          | CR              | 6               | 2               | CdC                | 6                  | 4                  | -           | -           | -           | 46     | 12     |
| 1992-1993               | Atletico Madrid         | PD                      | 22         | 1          | CR              | 2               | 0               | CdC                | 6                  | 0                  | -           | -           | -           | 30     | 1      |
| Totale Real Madrid      | Totale Real Madrid      | Totale Real Madrid      | 85         | 11         |                 | 15              | 3               |                    | 12                 | 4                  |             |             | 0           | 112    | 18     |
| 1993-1994               | Bayer Leverkusen        | BL                      | 28         | 5          | CG              | 4               | 0               | CdC                | 1                  | 1                  | SG          | 1           | 0           | 34     | 6      |
| 1994-1995               | Bayer Leverkusen        | BL                      | 23         | 2          | CG              | 2               | 1               | CU                 | 9                  | 2                  | -           | -           | -           | 34     | 5      |
| 1995-1996               | Bayer Leverkusen        | BL                      | 8          | 1          | CG              | 3               | 0               | Int                | 4                  | 0                  | -           | -           | -           | 15     | 1      |
| Totale Bayer Leverkusen | Totale Bayer Leverkusen | Totale Bayer Leverkusen | 59         | 8          |                 | 9               | 1               |                    | 14                 | 3                  |             |             |             | 83     | 12     |
| 1996-1997               | Universidad Nacional    | PD                      | 9          | 0          | -               | -               | -               | -                  | -                  | -                  | -           | -           | -           | 9      | 0      |
| Totale carriera         | Totale carriera         | Totale carriera         | 500        | 202        |                 | 38+             | 10+             |                    | 75                 | 43                 |             | 3           | 0           | 609    | 149    |

### Cronologia presenze e reti in nazionale
| Cronologia completa delle presenze e delle reti in nazionale ― Germania Ovest | Cronologia completa delle presenze e delle reti in nazionale ― Germania Ovest | Cronologia completa delle presenze e delle reti in nazionale ― Germania Ovest | Cronologia completa delle presenze e delle reti in nazionale ― Germania Ovest | Cronologia completa delle presenze e delle reti in nazionale ― Germania Ovest | Cronologia completa delle presenze e delle reti in nazionale ― Germania Ovest | Cronologia completa delle presenze e delle reti in nazionale ― Germania Ovest | Cronologia completa delle presenze e delle reti in nazionale ― Germania Ovest |
| Data                                                                          | Città                                                                         | In casa                                                                       | Risultato                                                                     | Ospiti                                                                        | Competizione                                                                  | Reti                                                                          | Note                                                                          |
| ----------------------------------------------------------------------------- | ----------------------------------------------------------------------------- | ----------------------------------------------------------------------------- | ----------------------------------------------------------------------------- | ----------------------------------------------------------------------------- | ----------------------------------------------------------------------------- | ----------------------------------------------------------------------------- | ----------------------------------------------------------------------------- |
| 22-5-1979                                                                     | Dublino                                                                       | Irlanda                                                                       | 1 – 3                                                                         | Germania Ovest                                                                | Amichevole                                                                    | -                                                                             |                                                                               |
| 26-5-1979                                                                     | Reykjavík                                                                     | Islanda                                                                       | 1 – 3                                                                         | Germania Ovest                                                                | Amichevole                                                                    | -                                                                             |                                                                               |
| 12-9-1979                                                                     | Berlino                                                                       | Germania Ovest                                                                | 2 – 1                                                                         | Argentina                                                                     | Amichevole                                                                    | -                                                                             |                                                                               |
| 17-10-1979                                                                    | Colonia                                                                       | Germania Ovest                                                                | 5 – 1                                                                         | Galles                                                                        | Qual. Euro 1980                                                               | -                                                                             |                                                                               |
| 21-11-1979                                                                    | Tbilisi                                                                       | Unione Sovietica                                                              | 1 – 3                                                                         | Germania Ovest                                                                | Amichevole                                                                    | -                                                                             |                                                                               |
| 2-4-1980                                                                      | Monaco di Baviera                                                             | Germania Ovest                                                                | 1 – 0                                                                         | Austria                                                                       | Amichevole                                                                    | -                                                                             |                                                                               |
| 13-5-1980                                                                     | Francoforte sul Meno                                                          | Germania Ovest                                                                | 3 – 1                                                                         | Polonia                                                                       | Amichevole                                                                    | 1                                                                             |                                                                               |
| 14-6-1980                                                                     | Napoli                                                                        | Germania Ovest                                                                | 3 – 2                                                                         | Paesi Bassi                                                                   | Euro 1980 - 1º turno                                                          | -                                                                             |                                                                               |
| 22-6-1980                                                                     | Roma                                                                          | Germania Ovest                                                                | 2 – 1                                                                         | Belgio                                                                        | Euro 1980 - Finale                                                            | -                                                                             | [ 17 ]                                                                        |
| 10-9-1980                                                                     | Basilea                                                                       | Svizzera                                                                      | 2 – 3                                                                         | Germania Ovest                                                                | Amichevole                                                                    | -                                                                             |                                                                               |
| 19-11-1980                                                                    | Hannover                                                                      | Germania Ovest                                                                | 4 – 1                                                                         | Francia                                                                       | Amichevole                                                                    | -                                                                             |                                                                               |
| 1-4-1981                                                                      | Tirana                                                                        | Albania                                                                       | 0 – 2                                                                         | Germania Ovest                                                                | Qual. Mondiali 1982                                                           | 2                                                                             |                                                                               |
| 29-4-1981                                                                     | Amburgo                                                                       | Germania Ovest                                                                | 2 – 0                                                                         | Austria                                                                       | Qual. Mondiali 1982                                                           | -                                                                             |                                                                               |
| 19-5-1981                                                                     | Stoccarda                                                                     | Germania Ovest                                                                | 1 – 2                                                                         | Brasile                                                                       | Amichevole                                                                    | -                                                                             |                                                                               |
| 17-11-1982                                                                    | Belfast                                                                       | Irlanda del Nord                                                              | 1 – 0                                                                         | Germania Ovest                                                                | Qual. Euro 1984                                                               | -                                                                             |                                                                               |
| 23-4-1983                                                                     | Smirne                                                                        | Turchia                                                                       | 0 – 3                                                                         | Germania Ovest                                                                | Qual. Euro 1984                                                               | -                                                                             |                                                                               |
| 27-4-1983                                                                     | Vienna                                                                        | Austria                                                                       | 0 – 0                                                                         | Germania Ovest                                                                | Qual. Euro 1984                                                               | -                                                                             |                                                                               |
| 7-6-1983                                                                      | Lussemburgo                                                                   | Jugoslavia                                                                    | 2 – 4                                                                         | Germania Ovest                                                                | Amichevole                                                                    | 1                                                                             |                                                                               |
| 5-10-1983                                                                     | Gelsenkirchen                                                                 | Germania Ovest                                                                | 3 – 0                                                                         | Austria                                                                       | Qual. Euro 1984                                                               | -                                                                             |                                                                               |
| 15-2-1984                                                                     | Varna                                                                         | Bulgaria                                                                      | 2 – 2                                                                         | Germania Ovest                                                                | Amichevole                                                                    | -                                                                             |                                                                               |
| 29-2-1984                                                                     | Bruxelles                                                                     | Belgio                                                                        | 0 – 1                                                                         | Germania Ovest                                                                | Amichevole                                                                    | -                                                                             |                                                                               |
| Totale                                                                        |                                                                               | Presenze                                                                      | 21                                                                            |                                                                               | Reti                                                                          | 4                                                                             |                                                                               |

### Statistiche da allenatore
Statistiche parziali aggiornate al 26 febbraio 2022; in grassetto le competizioni vinte.
| Stagione           | Squadra            | Campionato         | Campionato | Campionato | Campionato | Campionato | Coppe nazionali | Coppe nazionali | Coppe nazionali | Coppe nazionali | Coppe nazionali | Coppe continentali | Coppe continentali | Coppe continentali | Coppe continentali | Coppe continentali | Altre coppe | Altre coppe | Altre coppe | Altre coppe | Altre coppe | Totale | Totale | Totale | Totale | % Vittorie | Piazzamento |
| Stagione           | Squadra            | Comp               | G          | V          | N          | P          | Comp            | G               | V               | N               | P               | Comp               | G                  | V                  | N                  | P                  | Comp        | G           | V           | N           | P           | G      | V      | N      | P      | %          | Piazzamento |
| ------------------ | ------------------ | ------------------ | ---------- | ---------- | ---------- | ---------- | --------------- | --------------- | --------------- | --------------- | --------------- | ------------------ | ------------------ | ------------------ | ------------------ | ------------------ | ----------- | ----------- | ----------- | ----------- | ----------- | ------ | ------ | ------ | ------ | ---------- | ----------- |
| 1997-1998          | Fortuna Colonia    | 2.BL               | 34         | 11         | 13         | 10         | CG              | 1               | 0               | 0               | 1               |                    |                    |                    |                    |                    |             |             |             |             |             | 35     | 11     | 13     | 11     | 31,43      | 6°          |
| 1998-1999          | Colonia            | 2.BL               | 34         | 12         | 9          | 13         | CG              | 1               | 0               | 0               | 1               |                    |                    |                    |                    |                    |             |             |             |             |             | 35     | 12     | 9      | 14     | 34,29      | 10°         |
| 2001-2002          | Xerez CD           | SD                 | 42         | 19         | 9          | 14         | CS              | 1               | 0               | 0               | 1               |                    |                    |                    |                    |                    |             |             |             |             |             | 43     | 19     | 9      | 15     | 44,19      | 4°          |
| 2002-2003          | Xerez CD           | SD                 | 42         | 17         | 13         | 12         | CS              | 4               | 2               | 0               | 2               |                    |                    |                    |                    |                    |             |             |             |             |             | 46     | 19     | 13     | 14     | 41,30      | 6°          |
| Totale Xerez CD    | Totale Xerez CD    | Totale Xerez CD    | 84         | 36         | 22         | 26         |                 | 5               | 2               | 0               | 3               |                    |                    |                    |                    |                    |             |             |             |             |             | 89     | 38     | 22     | 29     | 42,70      |             |
| 2003-mag. 2004     | Šachtar            | VL                 | 23         | 15         | 4          | 4          | KU              | 7               | 6               | 1               | 0               | UCL+CU             | 4+2                | 2+0                | 1+0                | 1+2                |             |             |             |             |             | 36     | 23     | 6      | 7      | 63,89      | Eson        |
| 2004-mag. 2005     | Levante            | PD                 | 34         | 9          | 8          | 17         | CS              | 2               | 0               | 1               | 1               |                    |                    |                    |                    |                    |             |             |             |             |             | 36     | 9      | 9      | 18     | 25,00      | Eson        |
| 2005-2006          | Getafe             | PD                 | 38         | 15         | 9          | 14         | CS              | 4               | 2               | 1               | 1               |                    |                    |                    |                    |                    |             |             |             |             |             | 42     | 17     | 10     | 15     | 40,48      | 9°          |
| 2006-2007          | Getafe             | PD                 | 38         | 14         | 10         | 14         | CS              | 9               | 4               | 1               | 4               |                    |                    |                    |                    |                    |             |             |             |             |             | 47     | 18     | 11     | 18     | 38,30      | 9°          |
| Totale Getafe      | Totale Getafe      | Totale Getafe      | 76         | 29         | 19         | 28         |                 | 13              | 6               | 2               | 5               |                    |                    |                    |                    |                    |             |             |             |             |             | 89     | 35     | 21     | 33     | 39,33      |             |
| 2007-2008          | Real Madrid        | PD                 | 38         | 27         | 4          | 7          | CR              | 4               | 1               | 1               | 2               | UCL                | 8                  | 3                  | 2                  | 3                  | SS          | 2           | 0           | 0           | 2           | 52     | 31     | 7      | 14     | 59,62      | 1°          |
| ago.-dic. 2008     | Real Madrid        | PD                 | 14         | 8          | 2          | 4          | CR              | 2               | 1               | 0               | 1               | UCL                | 5                  | 3                  | 0                  | 2                  | SS          | 2           | 1           | 0           | 1           | 23     | 13     | 2      | 8      | 56,52      | Eson        |
| Totale Real Madrid | Totale Real Madrid | Totale Real Madrid | 52         | 35         | 6          | 11         |                 | 6               | 2               | 1               | 3               |                    | 13                 | 6                  | 2                  | 5                  |             | 4           | 1           | 0           | 3           | 75     | 44     | 9      | 22     | 58,67      |             |
| 2010-mar. 2011     | Beşiktaş           | SL                 | 25         | 10         | 6          | 9          | TK              | 7               | 6               | 0               | 1               | UEL                | 14                 | 9                  | 2                  | 3                  |             |             |             |             |             | 46     | 25     | 8      | 13     | 54,35      | Eson        |
| 2013-2014          | Malaga             | PD                 | 38         | 12         | 9          | 17         | CR              | 2               | 0               | 2               | 0               |                    |                    |                    |                    |                    |             |             |             |             |             | 40     | 12     | 11     | 17     | 30,00      | 11°         |
| 2018               | Dalian Yifang      | CSL                | 25         | 9          | 5          | 11         | CdC             | 6               | 4               | 0               | 2               |                    |                    |                    |                    |                    |             |             |             |             |             | 31     | 13     | 5      | 13     | 41,94      | Eson        |
| Totale carriera    | Totale carriera    | Totale carriera    | 531        | 296        | 111        | 124        |                 | 66              | 42              | 6               | 18              |                    | 33                 | 17                 | 5                  | 11                 |             | 4           | 1           | 0           | 3           | 684    | 363    | 144    | 177    | 53,07      |             |

## Palmarès

### Giocatore

#### Club

##### Competizioni nazionali
- Coppa di Spagna: 6

Barcellona: 1980-1981, 1982-1983, 1987-1988
Real Madrid: 1988-1989
Atlético Madrid: 1990-1991, 1991-1992
- Coppa della Liga: 2

Barcellona: 1983, 1986
- Supercoppa di Spagna: 3

Barcellona: 1983
Real Madrid: 1988, 1989
- Campionato spagnolo: 3

Barcellona: 1984-1985
Real Madrid: 1988-1989, 1989-1990

##### Competizioni internazionali
- Coppa delle Coppe: 1

Barcellona: 1981-1982

#### Nazionale
- Campionato d'Europa: 1

1980

### Individuale
- Miglior giocatore straniero della Liga: 2

1984-85, 1990-91
- Candidato al Dream Team del Pallone d'oro (2020)

### Allenatore
- Campionato spagnolo: 1

Real Madrid: 2007-2008
- Supercoppa di Spagna: 1

Real Madrid: 2008